# Flat River (South Nahanni River)
Der Flat River ist ein rechter Nebenfluss des South Nahanni River in den kanadischen Nordwest-Territorien.

## Flusslauf
Der Flat River hat seinen Ursprung im Divide Lake nördlich von Tungsten unweit der Grenze zum Yukon-Territorium. Er fließt in südöstlicher Richtung durch das Bergland und passiert dabei die Ortschaft Tungsten. Sein Tal bildet die Grenze zwischen den westlich gelegenen Selwyn Mountains und den östlich gelegenen Backbone Ranges. Etwa 80 km flussabwärts liegt Seaplane Lake, ein Ausgangspunkt für Kanutouren am Unterlauf des Flat River. Nach weiteren 20 km erreicht der Flat River das Nahanni-Nationalpark. Der Fluss fließt nun ein Stück nach Norden, wendet sich dann wieder nach Osten und mündet schließlich nach etwa 220 km 20 km unterhalb der Virginia Falls in den South Nahanni River.

## Freizeitaktivitäten
Der Flat River ist ein Wildwasserfluss mit Stromschnellen der Schwierigkeitsgrade II–V. Die Cascade-of-the-Thirteen-Steps ist ein besonderes Hindernis am Flusslauf, welches mittels Portage umgangen werden kann.